# The Settlers
 (mars 2020).
Si vous disposez d'ouvrages ou d'articles de référence ou si vous connaissez des sites web de qualité traitant du thème abordé ici, merci de compléter l'article en donnant les références utiles à sa vérifiabilité et en les liant à la section « Notes et références ».
Pour le film, voir Settlers (film).
The Settlers est une série de jeux vidéo de stratégie en temps réel, nommé d'après le premier jeu de la série, The Settlers (1993). Celui-ci, développé par Blue Byte et édité par Ubisoft, a été suivi par plusieurs autres jeux dont The Settlers II (1996), The Settlers III (1998), The Settlers IV (2001), The Settlers : L'Héritage des Rois (2005), The Settlers II: 10th Anniversary (2006), The Settlers : Bâtisseurs d'empire (2007), The Settlers 7 : À l'aube d'un nouveau royaume (2010) ou encore The Settlers Online (2011). The Settlers: New Allies est sorti le 17 février 2023.
| 1993 | The Settlers                                   |
| 1994 |                                                |
| 1995 |                                                |
| 1996 | The Settlers II                                |
| 1997 |                                                |
| 1998 | The Settlers III                               |
| 1999 |                                                |
| 2000 |                                                |
| 2001 | The Settlers IV                                |
| 2002 |                                                |
| 2003 |                                                |
| 2004 | The Settlers : L'Héritage des Rois             |
| 2005 |                                                |
| 2006 | The Settlers II: 10th Anniversary              |
| 2007 | The Settlers DS                                |
| 2007 | The Settlers : Bâtisseurs d'empire             |
| 2008 |                                                |
| 2009 | The Settlers HD                                |
| 2010 | The Settlers 7 : À l'aube d'un nouveau royaume |
| 2011 | The Settlers Online                            |
| 2012 |                                                |
| 2013 |                                                |
| 2014 |                                                |
| 2015 |                                                |
| 2016 | Champions of Anteria                           |
| 2017 |                                                |
| 2018 |                                                |
| 2019 |                                                |
| 2020 |                                                |
| 2021 |                                                |
| 2022 |                                                |
| 2023 | The Settlers: New Allies                       |